# Goldschmidtova geochemická klasifikace prvků
Goldsmidtova klasifikace prvků, publikovaná švýcarsko-norským chemikem Victorem Goldschmidtem (1888-1947) v roce 1937, je rozdělení prvků periodické tabulky podle formy výskytu na litofilní, siderofilní, chalkofilní a atmofilní. Goldschmidt práci publikoval jako deskriptivní; jeho popis je možné vysvětlit na molekulární úrovni např. prostřednictvím Pearsonova konceptu HSAB.